# Arielle Kebbel
Arielle Caroline Kebbel (født 19. februar 1985) er en amerikansk film og tv-skuespiller.

## Biografi

### Tidlige liv
Kebbel blev født i Winter Park, Florida. Hun afsluttede fra The Crenshaw School et år tidligere end normalt da hun var 17 år gammel.

### Karriere
Kun en uge efter hun var flyttet til Los Angeles fik hun sin første rolle som Lindsay Lister i Gilmore Girls, hvilket blev til en genganger-rolle i 3.-5. season af serien. Hun har været gæstestjerne i serien Grounded for Life. Hun spillede Heather Hunkee i Soul Plane (2004), Elyse Houston i American Pie - Band Camp (2005), Cookie i Reeker, og i 2006 var hun med i både John Tucker Must Die og den japanske skrækfilm The Grudge 2; hun har beskrevet sin rolle i The Grudge 2, der involveres med "Grudge" forbandelsen som en del af et optagelsesrite, som "the girl you see in the background of all the pictures that wants to be a part of everything but never really is".
Arielle Kebbel har også siden 2009 medvirket i The Vampire Diaries.

### Modelarbejde
Kebbel var med i Maxim's Girls of Maxim Arkiveret 9. juli 2008 hos  Wayback Machine galleriet. Hun blev også kåret til nummer 95 i magasinets "Hot 100 of 2005" liste.

## Filmografi
(ufuldstændig)
| År        | Titel                    | Rolle            | Noter            |
| --------- | ------------------------ | ---------------- | ---------------- |
| 2004      | Soul Plane               | Heather Hunkee   |                  |
| 2005      | The Kid & I              | Arielle          |                  |
| 2005      | American Pie - Band Camp | Elyse Houston    |                  |
| 2005      | Dirty Deeds              | Alison           |                  |
| 2005      | Reeker                   | Cookie           |                  |
| 2005      | Be Cool                  | Robin            |                  |
| 2006      | Daydreamer               | Casey Green      | attached         |
| 2006      | The Outlaw Trail         | Ellie            |                  |
| 2006      | The Grudge 2             | Allison Flemming |                  |
| 2006      | John Tucker Must Die     | Carrie Schaeffer |                  |
| 2006      | Aquamarine               | Cecilia Banks    |                  |
| 2006      | The Bros.                | Kim              |                  |
| 2007      | Football Wives           | Nicole Holt      | Tv-pilotafsnit   |
| 2008      | Forever Strong           | Emily            |                  |
| 2009-2014 | The Vampire Diaries      | Lexi Branson     |                  |
| 2009      | The Uninvited            | Alex Rydell      |                  |
| 2009      | Red Mist                 | Catherine Thomas | Filmet i Belfast |
| 2015      | Bridal Wave              | Georgie Dwyer    |                  |

## Fodnoter
1. ↑  "IFMagazine". Exclusive Interview: BEAUTIFUL YOUNG STARS AMBER TAMBLYN AND ARIELLE KEBBEL ON GRUDGE 2. Arkiveret fra originalen 13. december 2007. Hentet 16. oktober 2006.
2. ↑  "FreeJose.com". Maxim Magazine Hot 100 Women of 2005. Hentet 6. februar 2007.